# ياوي
يَاؤُيْ (باليابانية: やおい بالروماجي: yaoi) هو تصنيف ياباني للقصص والأعمال الفنية، التي تحتوي على علاقات جنسية أو رومنسية بين الشخصيات الذكورية (المثلية الجنسية). المانغا التي تسوق على وجه التحديد للمثليين الذكور (بارا) تعد صنفًا منفصلاً.
الشخصيات الرئيسية في الياوي عادة ما تكون سيمي أي موجب أو الشخصية المهيمنة أو الساعية لليوكي أي سالب. المواد المصنفة كياوي عادة ما تصور علاقات مثلية شخصيات ذكورية أو تظهر محتوى ذي اشتهاء مثلي. فيما يمكن للشخصيات أن تكون بأي سن ما بعد البلوغ. الأعمال التي فتيان في سن ما قبل المراهقة تسمى شوتاكون وتعد صنفًا منفصلاً.
الياوي نتج من مصدرين إثنين، ففي مطلع السبعينات نشرت مجلة مانغا شوجو قصص تانبي (الجماليات). التأثير الآخر بدأ اثر تسويق دوجينشي في اليابان بنهاية السبعينات والذي حاكى بشكل ساخر جنسيًا شخصيات قصص مانغا شونن وأنمي. وبعد فترة وجيزة بدأت مجلات شوجو مكرسة لهذا النوع بالظهور. بحلول التسعينات ظهر المصطلح شبه الدخيل (Boys' Love) بويز لاف. ومن أشهر أنميات الياوي سيكاي-إيتشي هاتسوكوي وجونجو رومانتيكا.

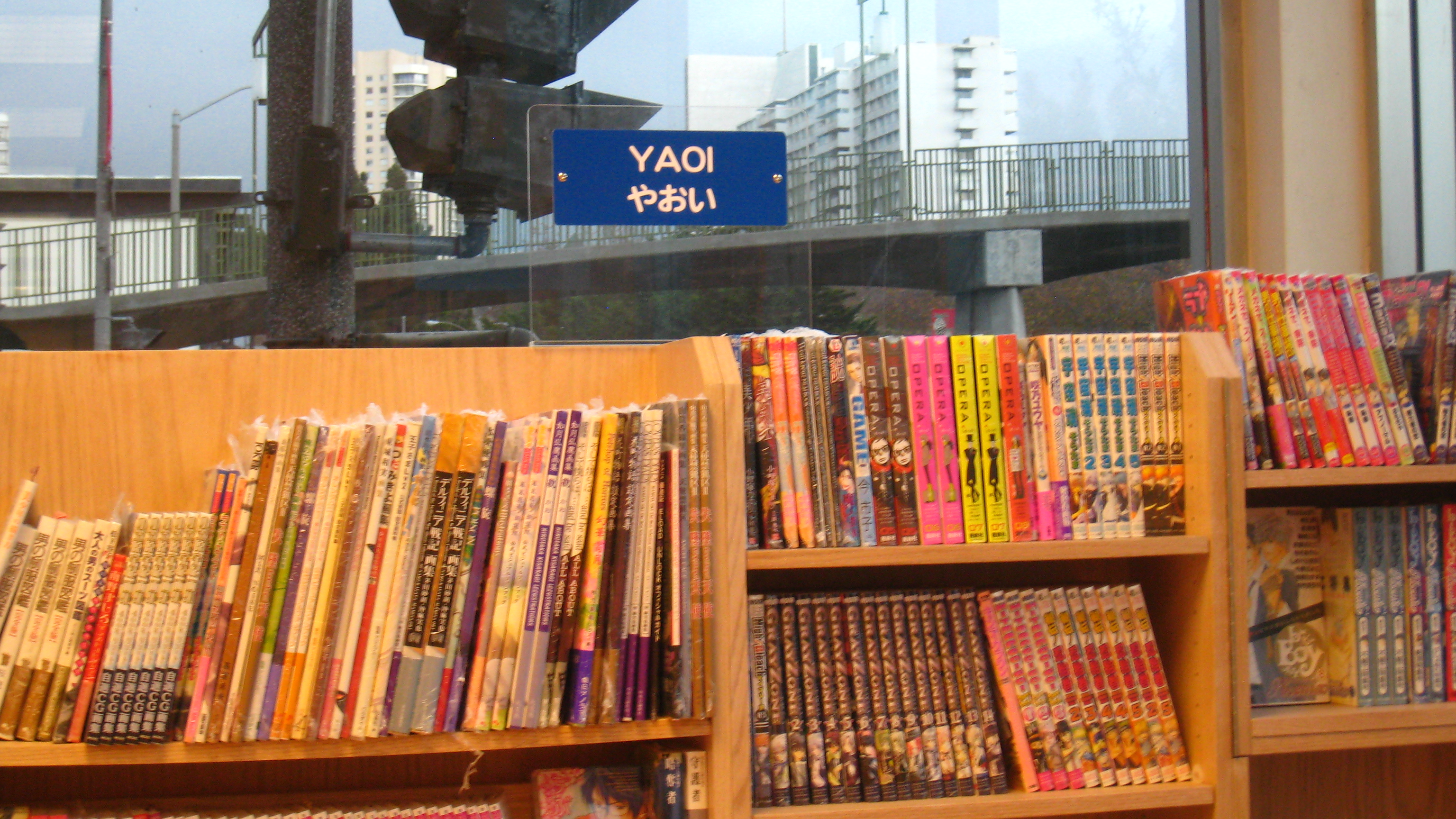
مانجا الياوي

## العناصر البنيوية

### تحجيم دور الشخصيات النسائية
ليس للشخصيات النسائية في غالب الأمر أي أدوار بارزة في أعمال الياوي بل ينحصر ظهورها على أدوار صغيرة جداً أو قد لا يكون للشخصيات النسائية أي وجود في عمل الياوي. تشير عالمة الاجتماع اليابانيَّة من جامعة برنستون كازوكو سوزوكي إلى تصوّير الأمهات تحديداً على نحوٍ سلبيّ في أعمال الياوي كما في مانغا «زتساي 1989» (باليابانية: 絶愛-1989-) التي يشهد فيها الشخصية الرئيسية للمانغا خلال طفولته قيام أمه بقتل أبيه. تقترح سوزوكي السبب الكامن وراء هذا في أن كلاً من الشخصية والقارئ على حدٍ سواء يسعيان للاستعاضة عن غياب حب الأم غير المشروط بالحب الاستحوذاي «المحرَّم» على حد وصف سوزوكي والذي تدور حوله أعمال الياوي. ذكرت مؤلفة الياوي ناريكو إنوموتو بأنه حين تُصوَّر شخصيات نسائية في أعمال الياوي فلا يسعها سوى أن «تصبح حقيقية على نحوٍ غريب». كثيرًا ما يُحجَّم أو يُقصى دور الشخصية الأنثى في الحالات التي يبادر فيها المعجبين إلى إنتاج نسخ ياوي مستقاة من سلاسل أنمي تحوي على شخصيات نسائية على غرار أجنحة كاندام. قال يوكاري فوجيموتو حيال مسألة استخدام سلاسل مانغا الشونن كمصدر إلهام في أعمال الياوي بأن «قراءات الياوي وشخصيات الإناث المحبَّبة تبدو منوطة ببعضها البعض». ترى مؤلِّفة الياوي ناريكو إينوموتو أن تصوير النساء في أعمال الياوي هو أمر خارج عن العادة بحكم أن وجودهن سيضفي عنصرًا من الواقعية وهو ما يصرف الانتباه عن السرد الخيالي.
ازداد حضور العنصر النسائي بشكل أكبر في أعمال الياوي كشخصيات مساعدة منذ أواخر العقد الأول من القرن الواحد والعشرين. يشير لونسينغ إلى اعتبار أعمال الياوي والشونن-آي الأولى أعمالًا كارهة للمرأة في الغالب؛ استشهد على ذلك بالدور المحجَّم للشخصيات النسائيَّة كدليل على كره المرأة المتأصل داخليًا بين قاعدة القراء التي يغلب عليها العنصر الأنثوي. عدَّ لونسينغ تراجع هذه التمثيلات الكارهة للمرأة بمرور الوقت كدليل على أن قارءات الياوي «تغلبن على هذا الكراهية، ولعل الفضل في ذلك يرجع لانخراطهن في الياوي».